# Dallas Christian College
Dallas Christian College (DCC) es una institución de cuatro años de pregrado, afiliada a la Iglesia cristiana independiente. A pesar de su nombre se encuentra en el suburbio de Farmers Branch, Texas.

## Historia
El 10 de mayo de 1949, Vernon Newland se reunió con 40 líderes de la iglesia en cuestión de Texas para discutir el establecimiento de un instituto bíblico en el área de Dallas para formar a hombres y mujeres para el ministerio. Dallas Christian College abrió a las clases en el centro de Dallas el 12 de septiembre de 1950. El campus se encuentra presente en Farmers Branch, un suburbio al norte de Dallas. La escuela ha crecido mucho y ha capacitado a más de 2.000 estudiantes para el ministerio. Está acreditado por la Asociación para la Educación Superior bíblica.

## Atletismo
DCC tiene de los hombres y el baloncesto femenino y los equipos de fútbol, así como la adición de un equipo de béisbol de los hombres en el otoño de 2009. Compiten en el NCCAA y la ACCA.

## Concert Choir
Ellos van en una gira anual en el coro cantan en las iglesias de la comunidad en todo el país. En 2006 se unió al coro SMU Meadows a cantar en el Morton H. Meyerson Symphony Center en Dallas.
- Datos: Q5211292
- Multimedia: Dallas Christian College / Q5211292